# Aponogeton lakhonensis
Aponogeton lakhonensis är en enhjärtbladig växtart som beskrevs av Aimée Antoinette Camus. Aponogeton lakhonensis ingår i släktet Aponogeton och familjen Aponogetonaceae. IUCN kategoriserar arten globalt som livskraftig. Inga underarter finns listade.

## Bildgalleri

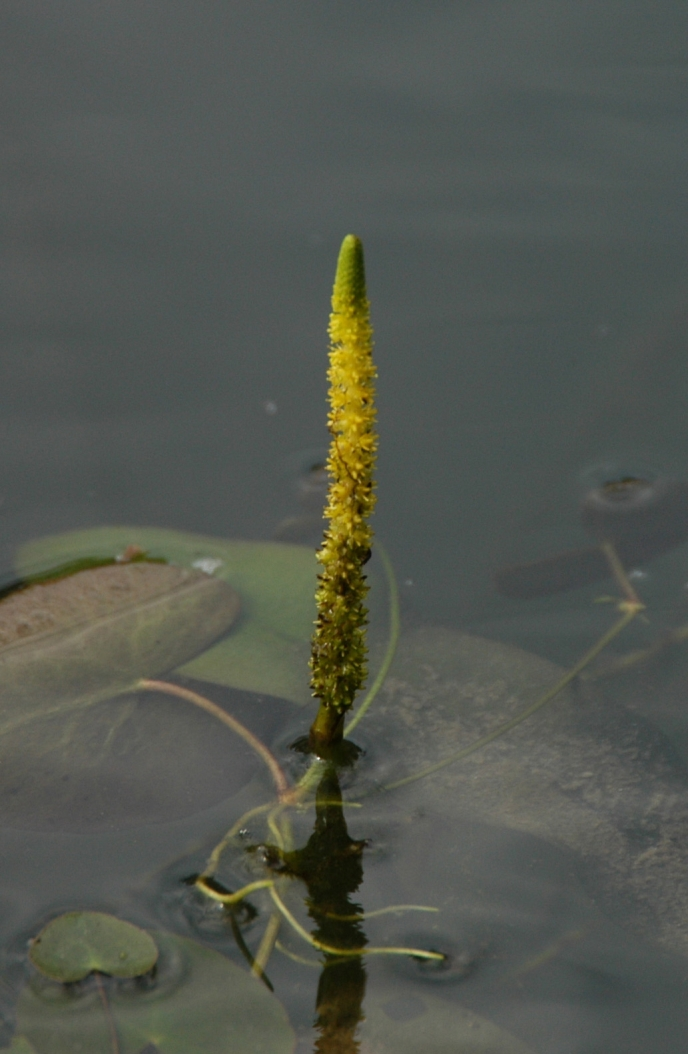